# Szabat hagadol
Szabat hagadol (Zwane też Szabat ha-Gadol, Wielki Szabat) w kalendarzu żydowskim wielka sobota przed świętem Pesach, na cześć ucieczki Żydów z Egiptu. Według jednej z teorii jest to analogia Wielkiej Soboty poprzedzającą Wielkanoc.
Nazwa Szabat hagadol została zniekształcona. Wedle gramatyki w języku hebrajskim prawidłowa wymowa powinna brzmieć Szabat Hagdola.
W Biblii można znaleźć informacje dotyczące tego święta (w Księdze Malachiasza 3:4-23).